# Liath Macha
Liath Macha [ʟʲiaθ 'maxa] („Der Graue von Macha“) und Dub Sainglenn [duv 'sanʲɣʲlʲeɴ] („Der Schwarze von Saingliu“), auch Dub Sainglend, sind im Ulster-Zyklus der Irischen Mythologie die Namen der windschnellen Pferde Cú Chulainns.

## Mythologie

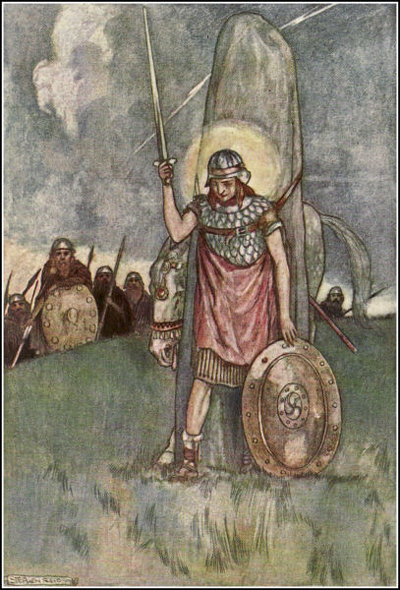
Liath Macha schützt den sterbenden Cú Chulainn

Die beiden Fohlen wurden nach einer älteren Version von Compert Con Chulainn („Cú Chulainns Empfängnis“) in derselben Nacht wie ihr Herr geboren. Sie erscheinen dem Helden im Linn Liaith, möglicherweise (aber umstritten) Aasleagh (irisch Eas Liath), und sollen ein Geschenk der Göttin Macha (siehe Noínden Ulad, „Die Schwäche der Ulter“) oder ihrer Schwester Morrígan sein. Cú Chulainn zähmt sie auf einem eintägigen Ritt rund um die Insel Irland. Später ziehen sie den Sichelwagen des Helden, geleitet vom Wagenlenker Loeg mac Riangabra, allerdings fährt CúChulainn auch manchmal allein mit ihnen. In der Schlacht werden sie durch Eisenpanzer auf dem Rücken geschützt.
In der Erzählung Aided Chon Culainn („Der Tod Cú Chulainns“) sträubt sich Liath Macha dagegen, von Loeg eingespannt zu werden, der dies als übles Vorzeichen erkennt. Aber Cú Chulainn führt das Pferd selbst zur Deichsel und schirrt es an, worauf der Graue blutige Tränen weint. Im Kampf von Muirtheimne wird Liath Macha vom Speer getroffen und springt in das Wasser des Flusses. Dub Sainglenn zieht den Wagen alleine weiter, bis auch Cú Chulainn tödlich verwundet wird. Der Schwarze läuft davon, aber der Graue kehrt zurück und schützt seinen Herren bis zu dessen Tod, dann verschwindet er wieder im Linn Liaith. Nach einer Version der Sage soll Liath Macha den Ziehbruder Cú Chulainns, Conall Cernach, zur Leiche geführt haben, damit dieser den Mord an den Tätern räche.
Birkhan bezweifelt die Verwendung des Streitwagens, besonders vom Sichelwagentyp, in Irland, da es keine archäologischen Funde gibt.

## Weblink
- The Death of Cu Chulainn, in Celtic Literature Collective